# Žreme
Žreme falu Horvátországban, Sziszek-Monoszló megyében. Közigazgatásilag Sunjához tartozik.

## Fekvése
Sziszek városától légvonalban 23, közúton 32 km-re délkeletre, községközpontjától  légvonalban 3, közúton 5 km-re keletre, a Sunja-mező északi szélén fekszik. 

## Története
Žreme neve 1416-ban tűnik fel először „villa Sreme” néven. 1466-ban „possessio Srenne”, 1526-ban „Sryne possessio ad Blynyawywar” alakban fordul elő a korabeli forrásokban. 1556-ban miután Kostajnica vára elesett ez a terület is török kézre került. Az állandó harcok elől a lakosság a biztonságosabb Nyugat-Magyarországra, főként a mai Burgenland területére menekült, mások török fogságba estek. Az 1683 és 1699 között zajlott felszabadító harcokat a karlócai béke zárta le, melynek eredményeként a török határ az Una folyóhoz került vissza. Sunja térsége 1687-ben szabadult fel a török uralom alól. A kiürült területre hamarosan megkezdődött a keresztény lakosság betelepítése.
A török alóli felszabadítása után, a 17. század végétől birtokosai a Keglevichek a felső-szávamenti birtokaikról hozott jobbágyaikkal betelepítették be. A falu 1773-ban az első katonai felmérés térképén „Dorf Sreme” néven szerepel. A településnek 1857-ben 258, 1910-ben 346 lakosa volt. Zágráb vármegye Kostajnicai járásához tartozott. A délszláv háború előtt csaknem teljes lakossága (95%) horvát nemzetiségű volt. 1991. június 25-én a független Horvátország része lett. A délszláv háború idején a település a Sunja városa körüli horvát védelmi vonalba esett, emiatt súlyos károkat szenvedett, de horvát kézen maradt. A településnek 2011-ben 65 lakosa volt.

## Népesség
| Lakosság változása | Lakosság változása | Lakosság változása | Lakosság változása | Lakosság változása | Lakosság változása | Lakosság változása | Lakosság változása | Lakosság változása | Lakosság változása | Lakosság változása | Lakosság változása | Lakosság változása | Lakosság változása | Lakosság változása | Lakosság változása |
| ------------------ | ------------------ | ------------------ | ------------------ | ------------------ | ------------------ | ------------------ | ------------------ | ------------------ | ------------------ | ------------------ | ------------------ | ------------------ | ------------------ | ------------------ | ------------------ |
| 1857               | 1869               | 1880               | 1890               | 1900               | 1910               | 1921               | 1931               | 1948               | 1953               | 1961               | 1971               | 1981               | 1991               | 2001               | 2011               |
| 258                | 289                | 275                | 313                | 317                | 346                | 321                | 314                | 284                | 276                | 240                | 216                | 156                | 132                | 96                 | 65                 |